# باول كلاين (مصور)
باول كلاين (بالإنجليزية: Paul Kline)‏ هو مصور أمريكي، ولد في 1964.